# Conjunt històric de la ciutat de València
El Conjunt Històric de la Ciutat de València és un Bé d'Interés Cultural creat per declaració singular. El seu número de registre ministerial és RI-53-0000337 i la data de disposició 3 de maig de 1993.
Segons es descriu en el Butlletí Oficial de l'Estat de 7 de setembre de 1993, el territori afectat per la declaració inclou la part de la ciutat compresa entre les Grans Vies i l'antic llit del riu Túria, així com el propi llit entre el pont de les Glòries Valencianes i el d'Aragó. També estan inclosos els edificis que recauen a aquestes vies i parcs, així com l'Albereda i el Jardí del Real. A més inclou part del nucli del Cabanyal.

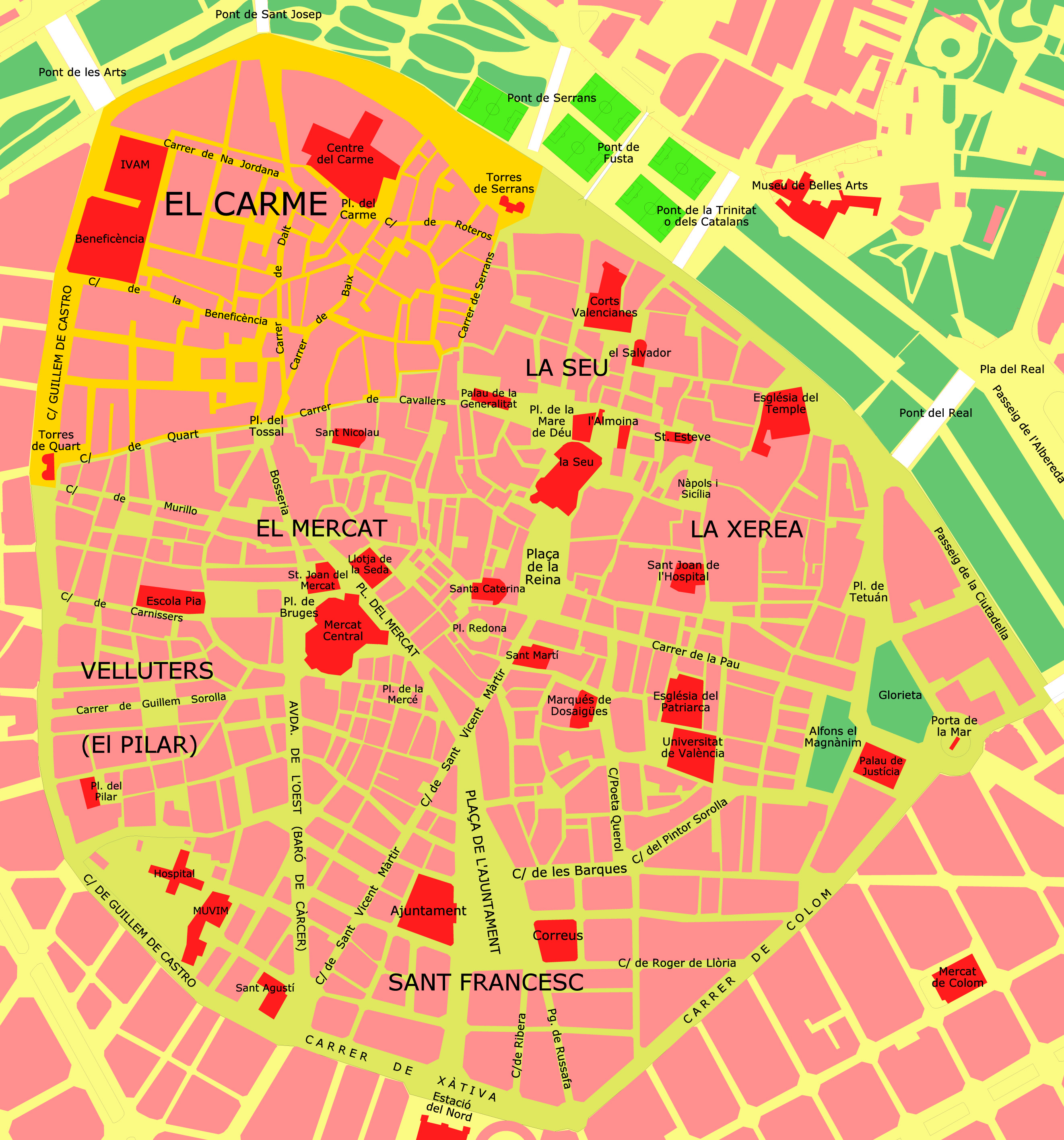
Ciutat Vella està compresa íntegrament en la declaració.
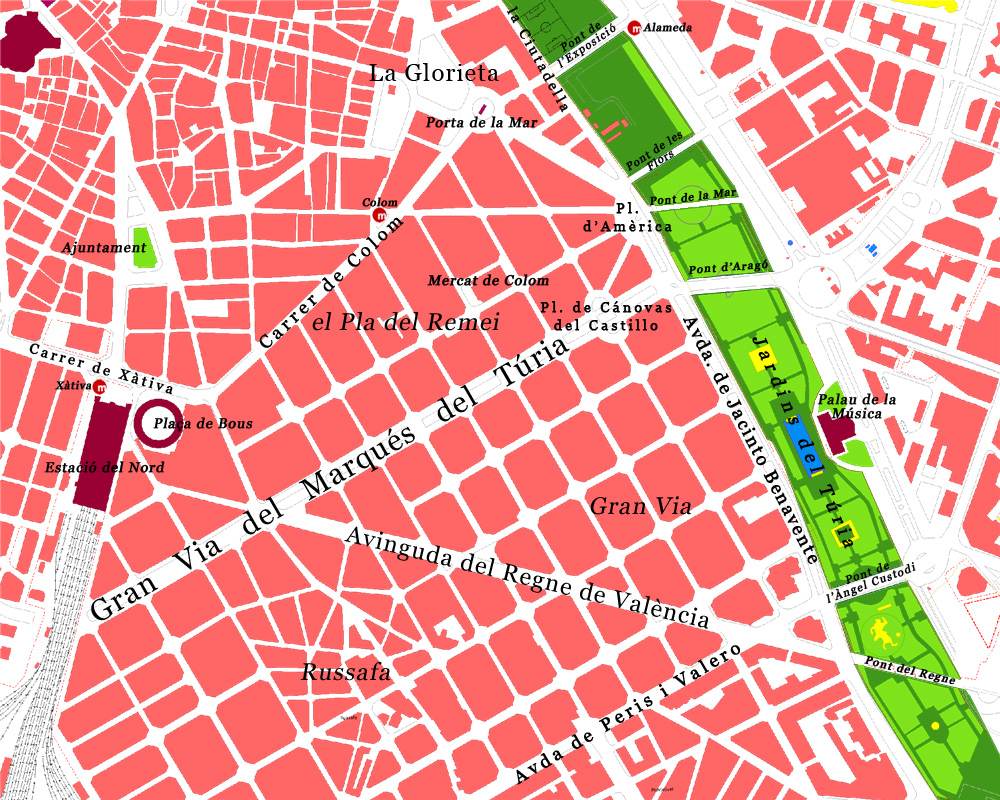
El nord del districte de  Eixample també està inclòs.
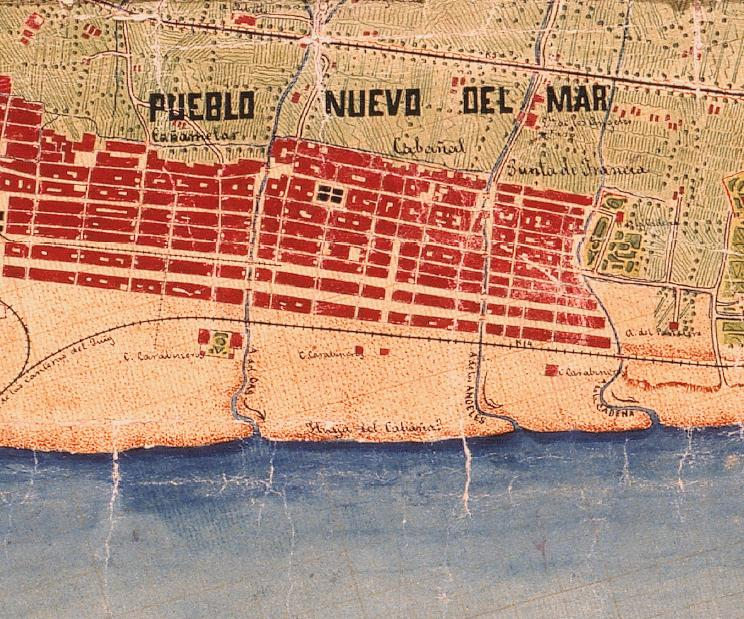
El nucli del  Cabanyal també forma part.

## Llistat de Béns d'Interés Cultural inclosos en el Conjunt Històric de València
| Nom del bé                                    | Imatge                                          | Nom del bé                                    | Imatge                                        |
| --------------------------------------------- | ----------------------------------------------- | --------------------------------------------- | --------------------------------------------- |
| Església de les Escoles Pies de València      | Església de les Escoles Pies de València        | Llotja de la Seda                             | Llotja de la Seda                             |
| Torre de l'Àngel                              | Torre de l'Àngel                                | La Nau (Universitat de València)              | La Nau (Universitat de València)              |
| Torres de Serrans                             | Torres de Serrans                               | Torres de Quart                               | Torres de Quart                               |
| Torre de Sant Bartomeu                        | Torre de Sant Bartomeu                          | Església de Santa Caterina (València)         | Església de Santa Caterina (València)         |
| Església de Sant Joan de l'Hospital           | Església de Sant Joan de l'Hospital             | Teatre Principal (València)                   | Teatre Principal (València)                   |
| Palau del Marqués de Dosaigües                | Palau del Marqués de Dosaigües                  | Palau de la Generalitat Valenciana            | Palau de la Generalitat Valenciana            |
| Conjunt visigot església-presó de Sant Vicent | Conjunto visigodo iglesia-cárcel de San Vicente | Palau dels Boïl d'Arenós                      | Palau dels Boïl d'Arenós                      |
| Mercat Central (València)                     | Mercat Central (València)                       | Mercat de Colom                               | Mercat de Colom                               |
| Plaça de Bous de València                     | Plaça de Bous de València                       | Reial Col·legi del Corpus Christi de València | Reial Col·legi del Corpus Christi de València |
| Basílica de la Mare de Déu dels Desemparats   | Basílica de la Mare de Déu dels Desemparats     | Catedral de València                          | Catedral de València                          |

## Altres edificis inclosos en l'entorn

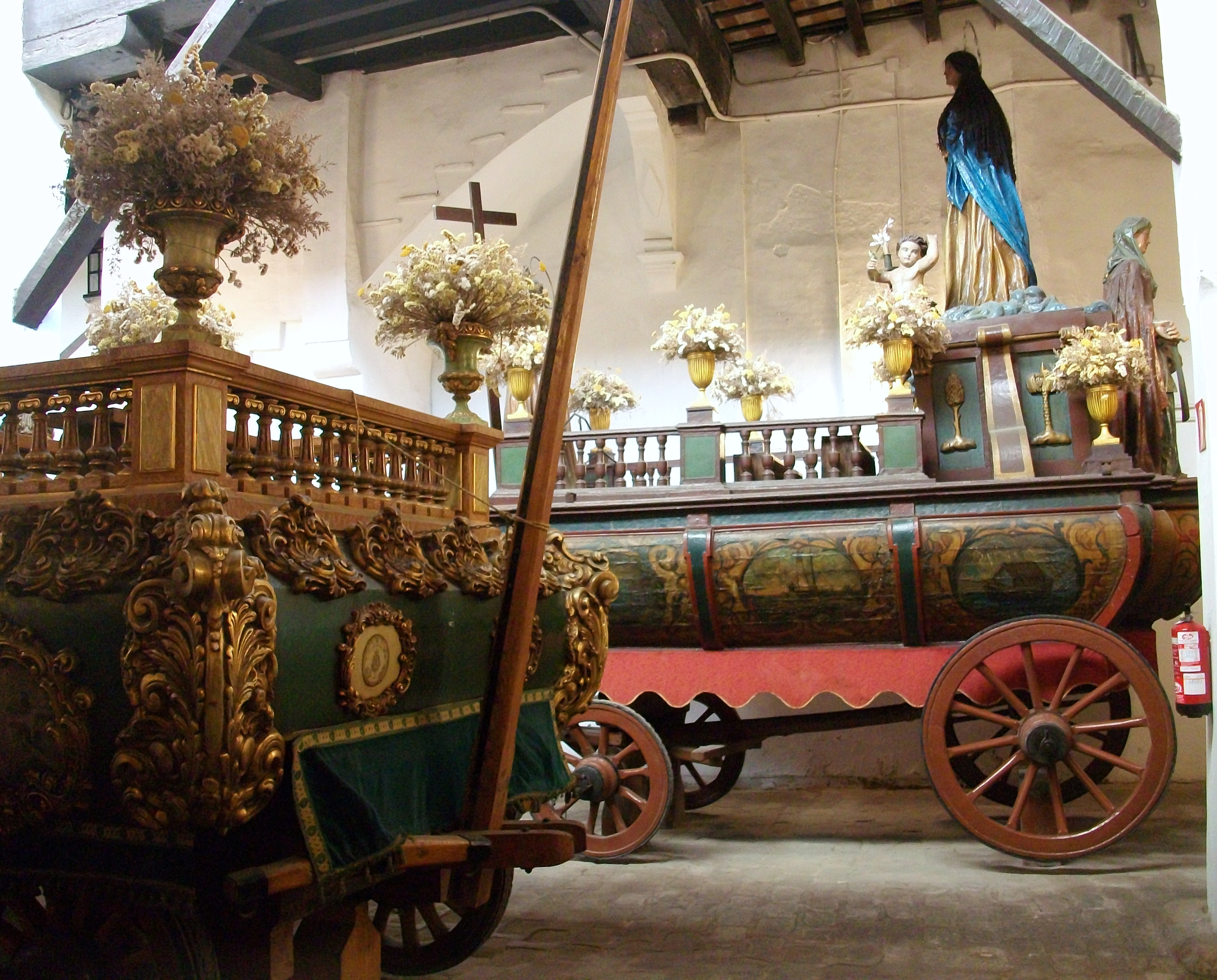
Casa de les Roques.
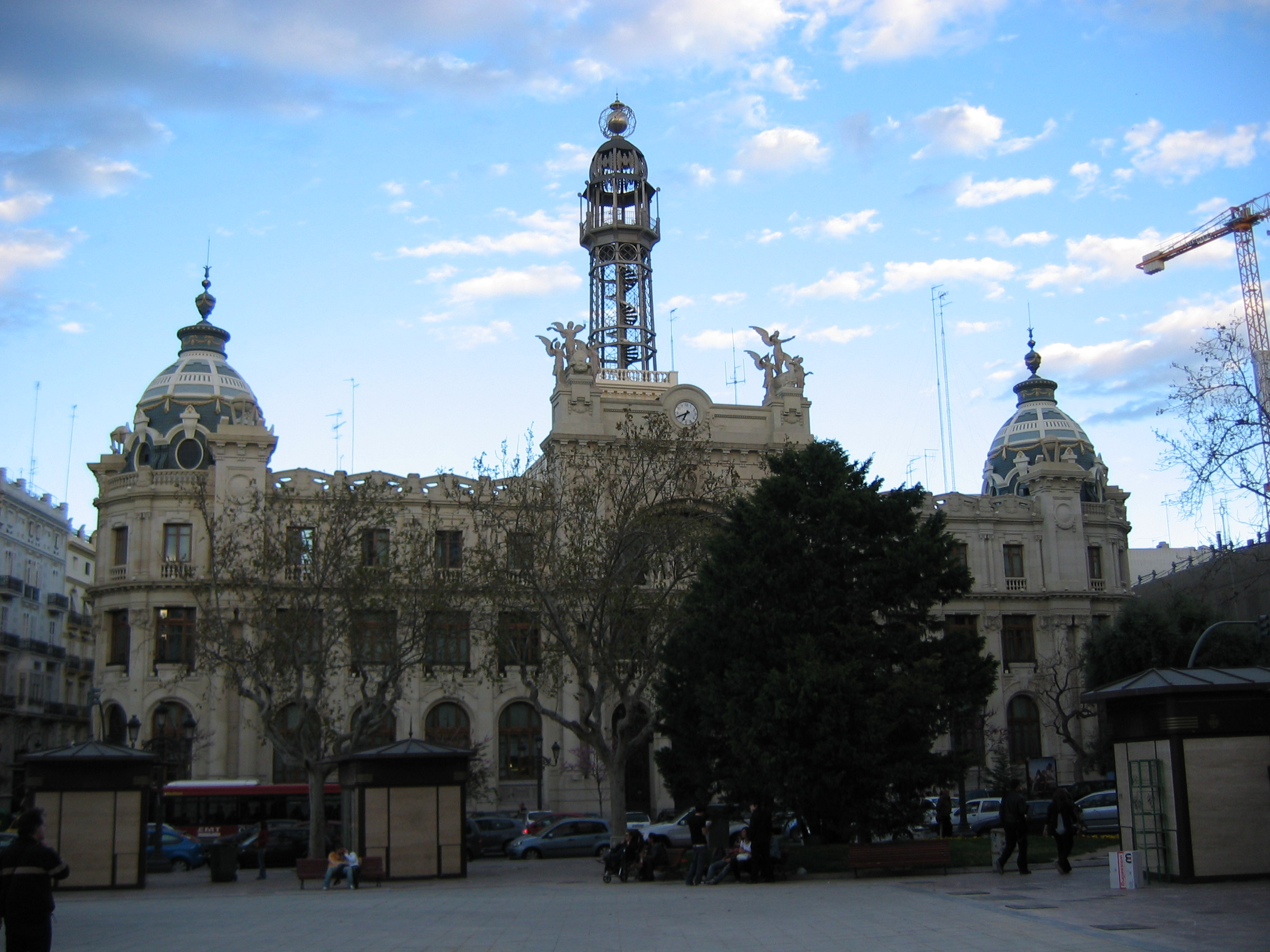
Edifici de Correus.
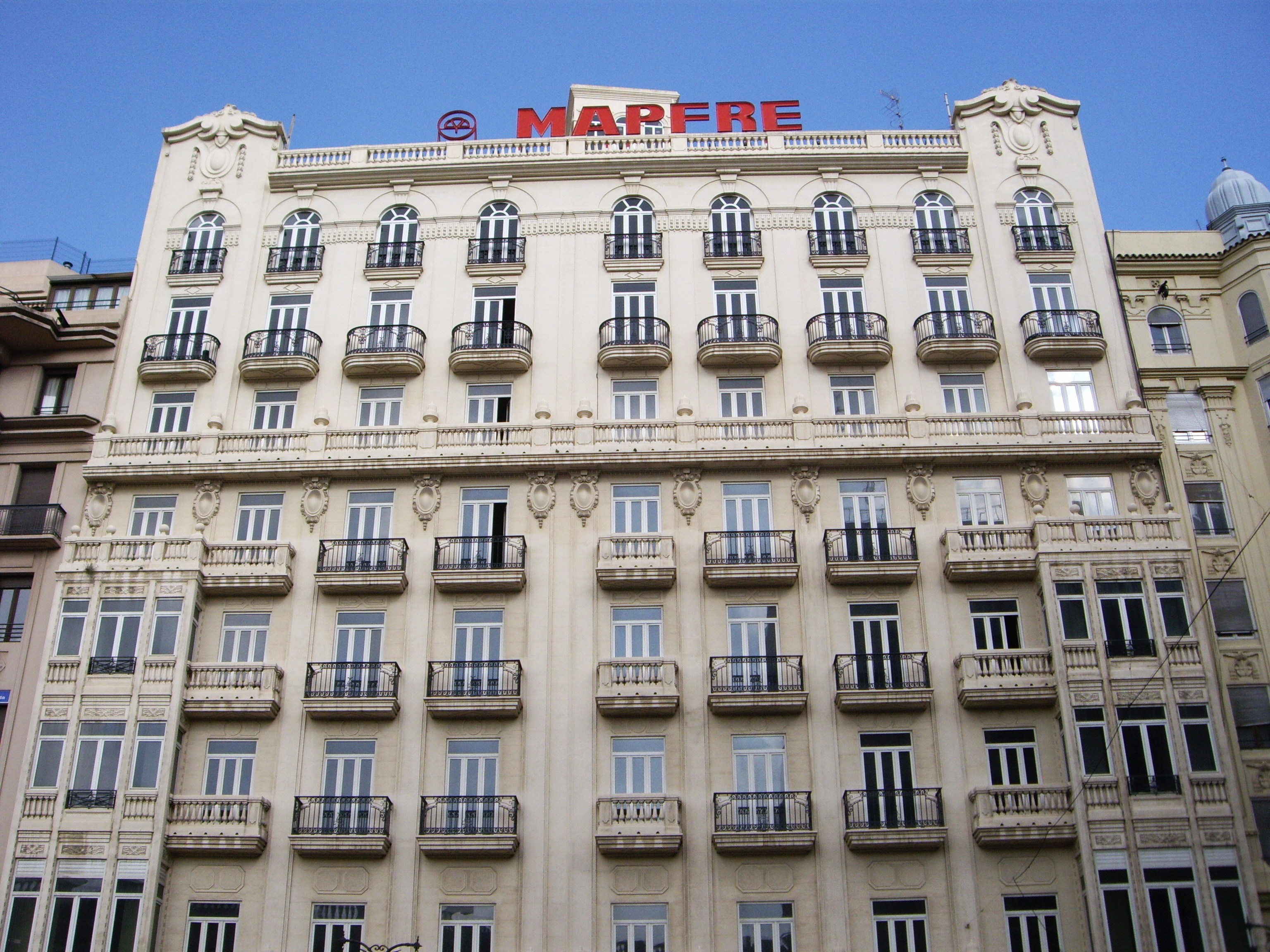
Antic Hotel Metropol.
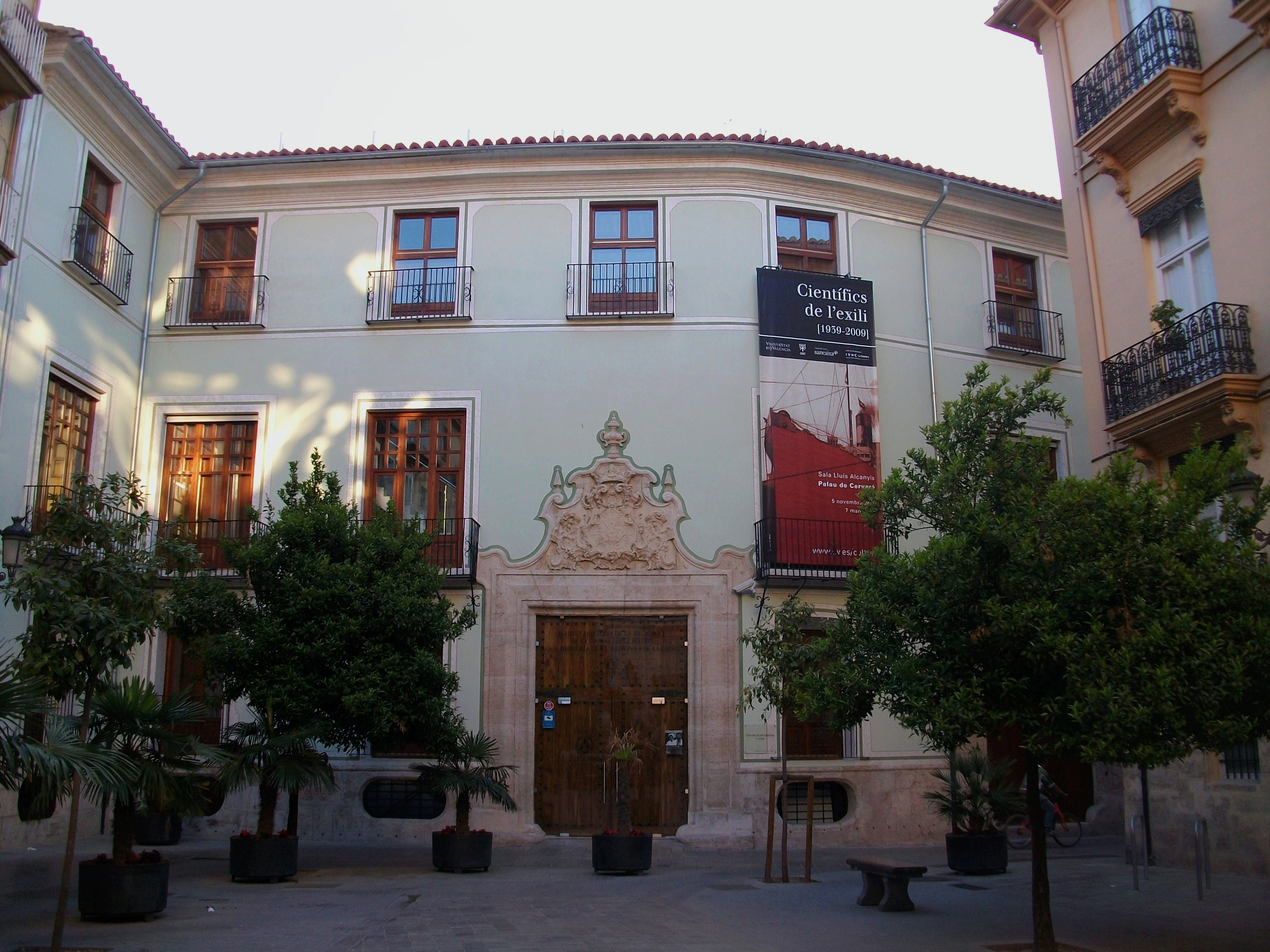
Palau de Cerveró.
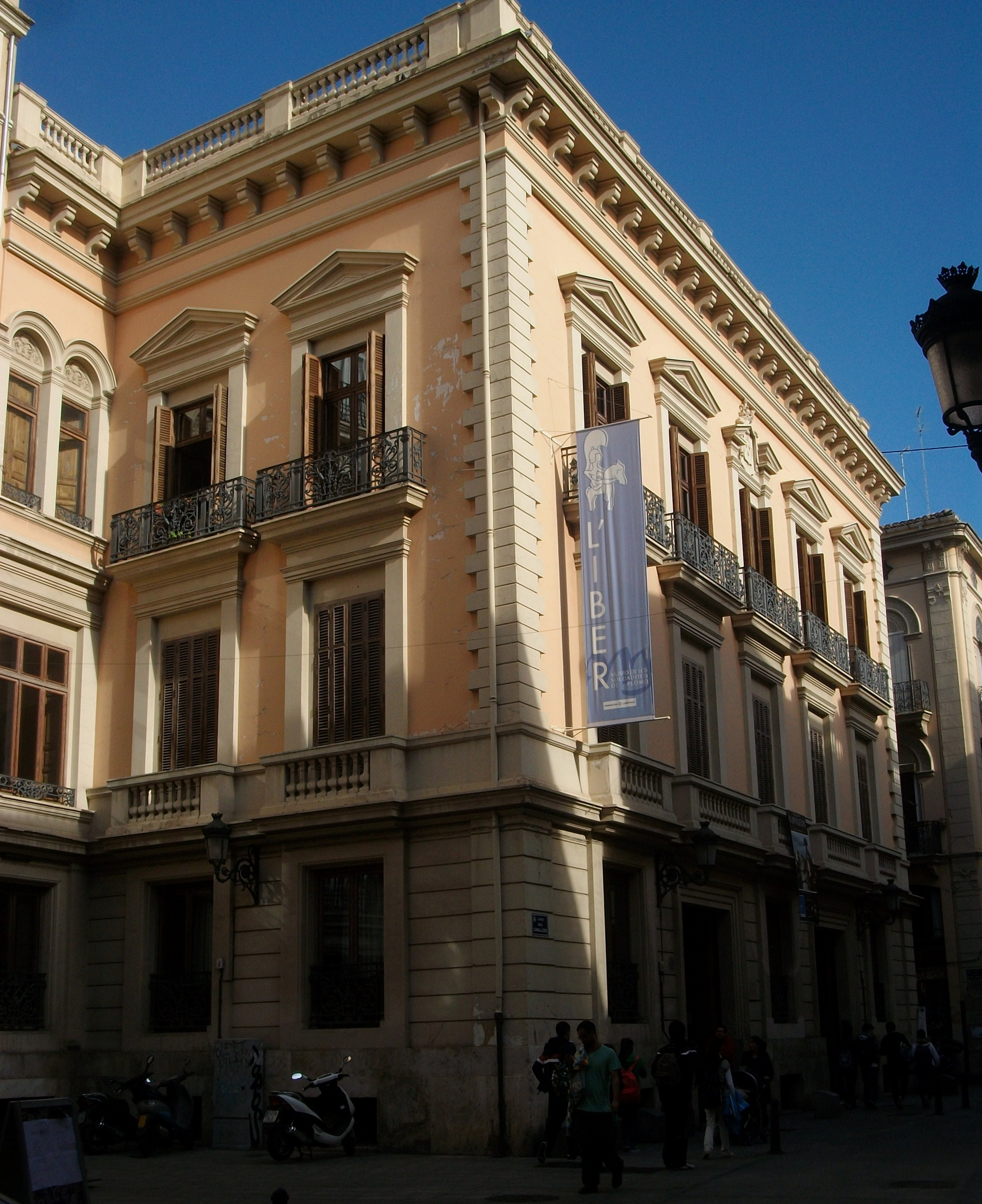
Palau Malferit.
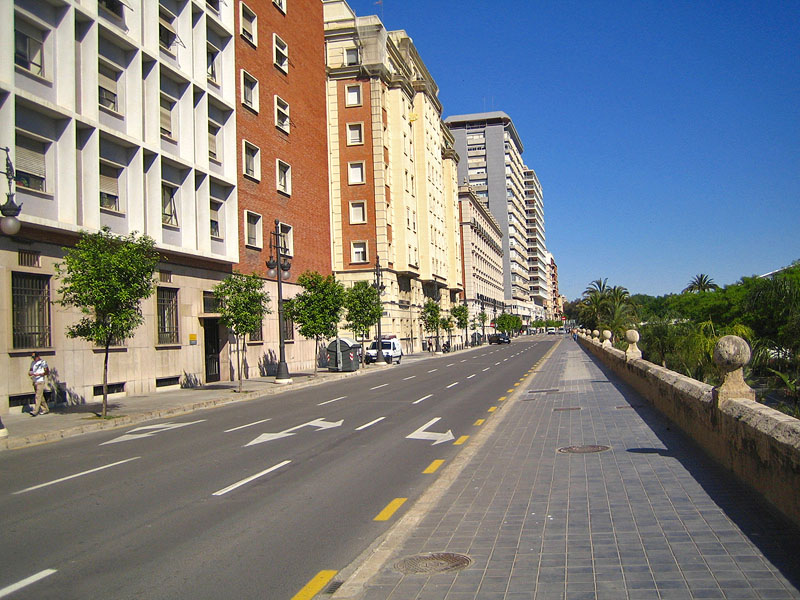
Passeig de la Ciudadella.
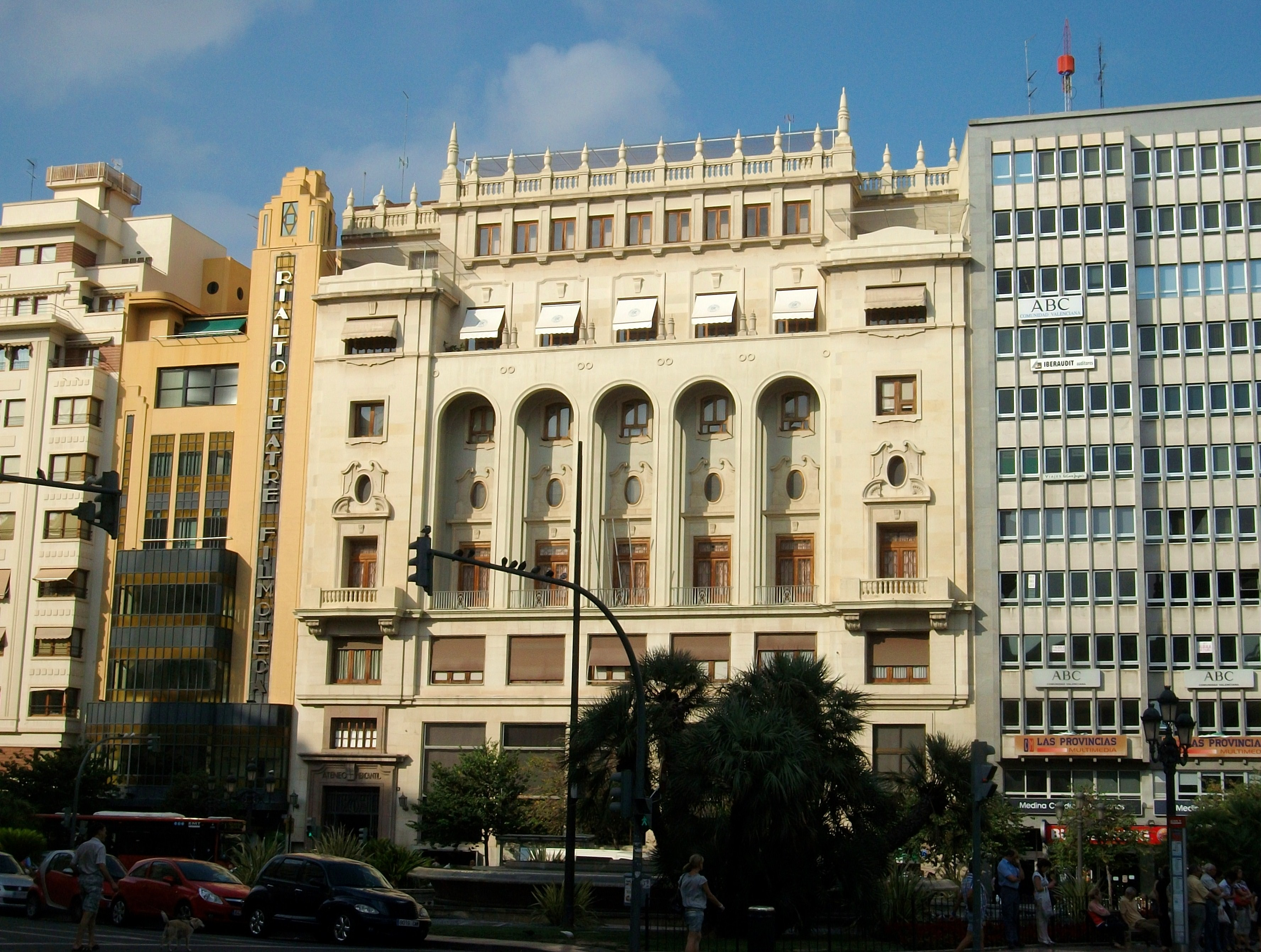
Edifici Rialto i Ateneu Mercantil.
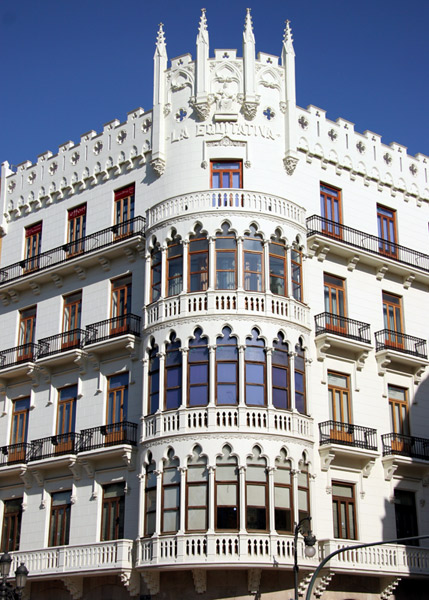
Casa Suay.